# Площадь Славы (Киев)
Площадь Сла́вы — площадь в Печерском районе города Киева по проекту архитектора Авраама Милецкого.
Расположена между улицей Мазепы, аллеей Героев Крут, улицей Омельяновича-Павленко и Бутышевым переулком.
Вероятно, площадь начала формироваться ещё во времена Киевской Руси, тут могло находиться одно из восьми киевских торжищ, которые упоминаются в летописях. Начала официально фигурировать как площадь после сооружения на ней в 1693 году Никольского военного собора.
Имела названия Владимирская, Князе-Владимирская (в честь князя Владимира), а в XIX — начале XX века — Соборная площадь. Современное название — с 1965 года (в постановлении[каком?] обозначена как площадь без названия — от парка Вечной Славы и его главной аллеи Славы, которая начинается от площади). В архитектурных кругах Киева площадь называют Площадь Авы (по имени архитектора Авы Милецкого, который спроектировал площадь).
На площади находится Национальный транспортный университет.

## Здания и сооружения
- Гостиница «Салют»
- Национальный транспортный университет
- Киевский дворец детей и юношества
- На площади в марте 2009 года установлен памятный знак, который напоминает про Никольский военный собор, сооружённый в конце XVII столетия и разрушенный в 1930-е годы.

## Транспорт
- Троллейбус 38
- Автобусы 24, 55
- Трамвайная линия существовала до октября 1998 года
- Станция метро «Арсенальная» (0,5 км)

## Почтовый индекс
- 01008